# Kosewo (Mrągowo)
Kosewo [kɔˈsɛvɔ] (deutsch Kossewen, 1938 bis 1945 Rechenberg (Ostpr.)) ist ein Dorf in der polnischen Woiwodschaft Ermland-Masuren. Es gehört zur Gmina Mrągowo (Landgemeinde Sensburg) im Powiat Mrągowski (Kreis Sensburg).

## Geographische Lage
Kosewo liegt am Nordufer des Probergsees (polnisch Jezioro Probarskie) in der südlichen Mitte der Woiwodschaft Ermland-Masuren, sieben Kilometer südöstlich der Kreisstadt Mrągowo (deutsch Sensburg).

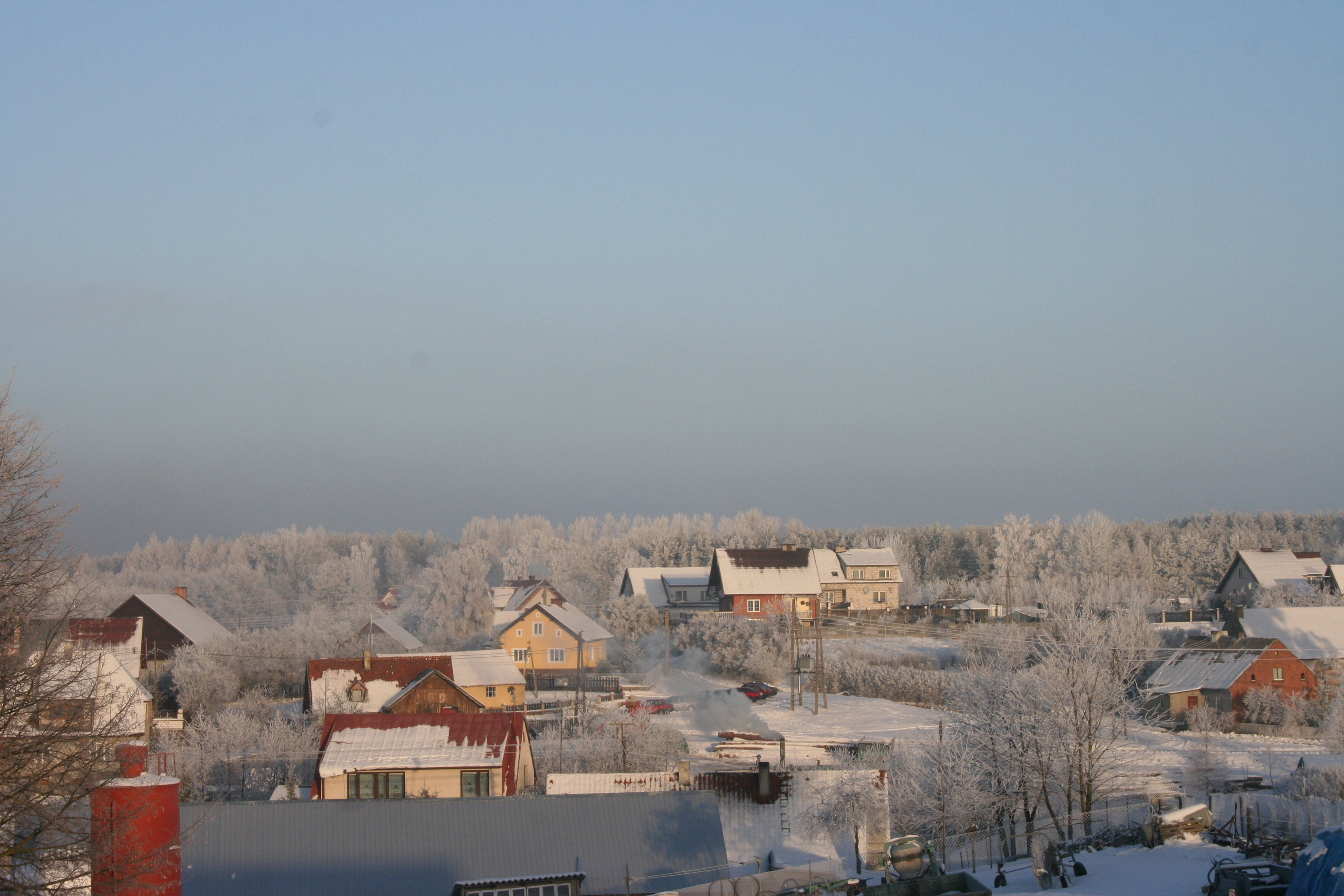
Blick auf Kosewo im Winter

## Geschichte
Das Dorf Kossewen wurde 1546 gegründet. Von 1874 bis 1945 war es in den Amtsbezirk Muntowen (polnisch Muntowo) eingegliedert, der – 1938 in „Amtsbezirk Muntau“ umbenannt – zum Kreis Sensburg im Regierungsbezirk Gumbinnen (ab 1905: Regierungsbezirk Allenstein) in der preußischen Provinz Ostpreußen gehörte. In die Landgemeinde Kossewen eingemeindet waren die Ortschaften Bahnhof Kossewen (1938 bis 1945: Bahnhof Rechenberg (Ostpr.)) und Ober Kossewen (1938 bis 1945 Oberrechenberg, polnisch Kosewo Górne). 1910 zählte die Gemeinde insgesamt 514 Einwohner.
Aufgrund der Bestimmungen des Versailler Vertrags stimmte die Bevölkerung in den Volksabstimmungen in Ost- und Westpreussen am 11. Juli 1920 über die weitere staatliche Zugehörigkeit zu Ostpreußen (und damit zu Deutschland) oder den Anschluss an Polen ab. In Kossewen stimmten 380 Einwohner für den Verbleib bei Ostpreußen, auf Polen entfielen keine Stimmen.
Am 30. September 1928 vergrößerte sich Kossewen um den Nachbarort Kutzen (polnisch Kucze), der eingemeindet wurde. Am 3. Juni (amtlich bestätigt am 16. Juli) 1938 erhielt das Dorf aus politisch-ideologischen Gründen der Abwehr fremdländisch klingender Ortsnamen eine neue Bezeichnung und wurde in „Rechenberg (Ostpr.)“ umbenannt.
In Kriegsfolge kam 1945 das gesamte südliche Ostpreußen und somit auch Kossewen/Rechenberg zu Polen. Das Dorf erhielt die polnische Namensform „Kosewo“. Es ist heute Sitz eines Schulzenamtes (polnisch Sołectwo), in das auch Kosewo Górne und Kucze eingeschlossen sind. Als solches ist das Dorf eine Ortschaft im Verbund der Gmina Mrągowo (Landgemeinde Sensburg) im Powiat Mrągowski (Kreis Sensburg), bis 1998 der Woiwodschaft Olsztyn (Allenstein), seither der Woiwodschaft Ermland-Masuren zugehörig. 2011 zählte Kosewo 406 Einwohner.

### Einwohnerentwicklung

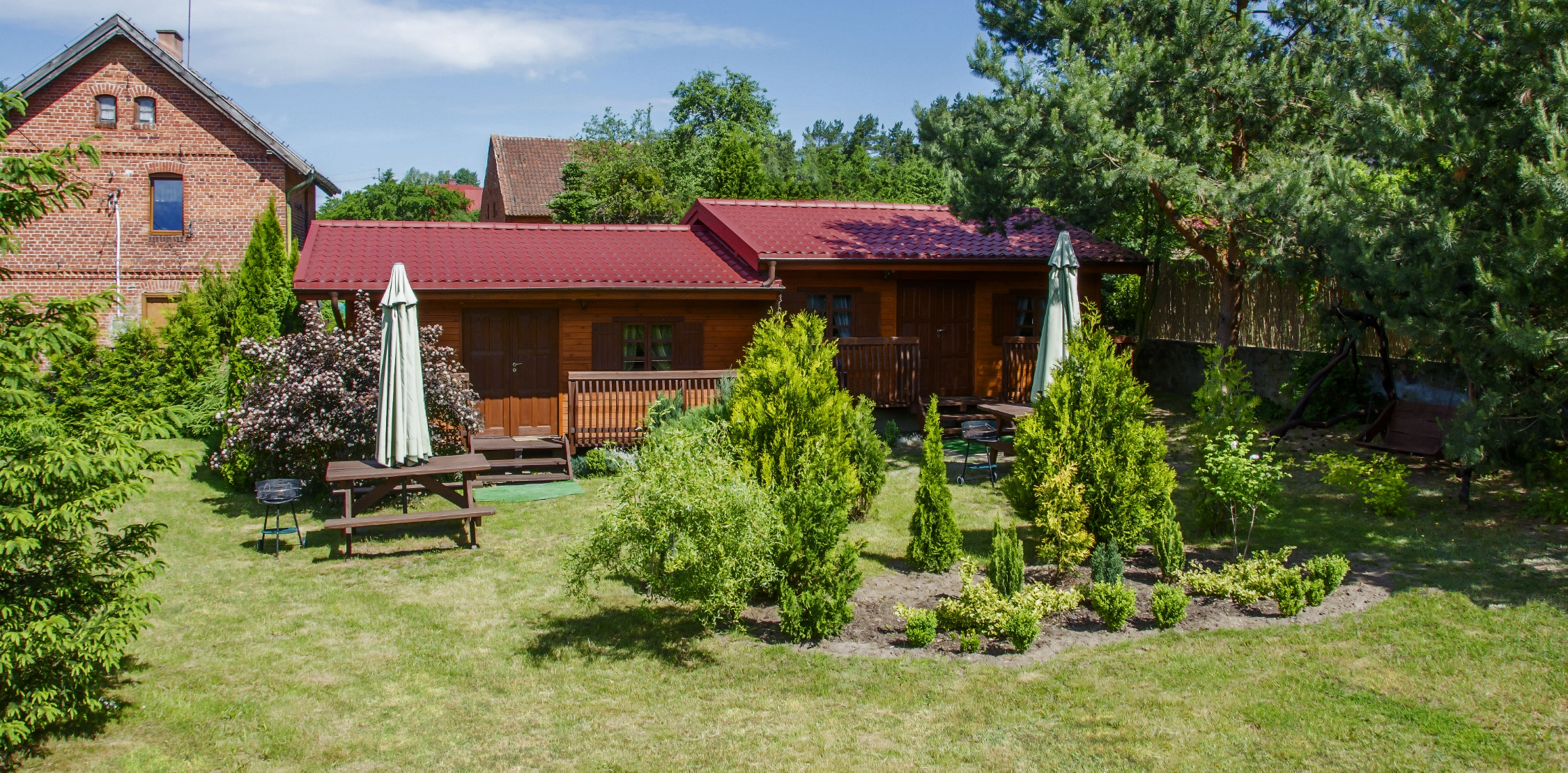
Moderne Holzhäuser

Die Einwohnerzahlen Kossewens/Rechbergs bzw. Kosewos entwickelten sich wie folgt:
| Jahr | Einwohnerzahl |
| ---- | ------------- |
| 1867 | 478           |
| 1885 | 523           |
| 1898 | 542           |
| 1905 | 526           |
| 1910 | 514           |
| 1933 | 636           |
| 1939 | 609           |
| 2011 | 406           |

## Religion

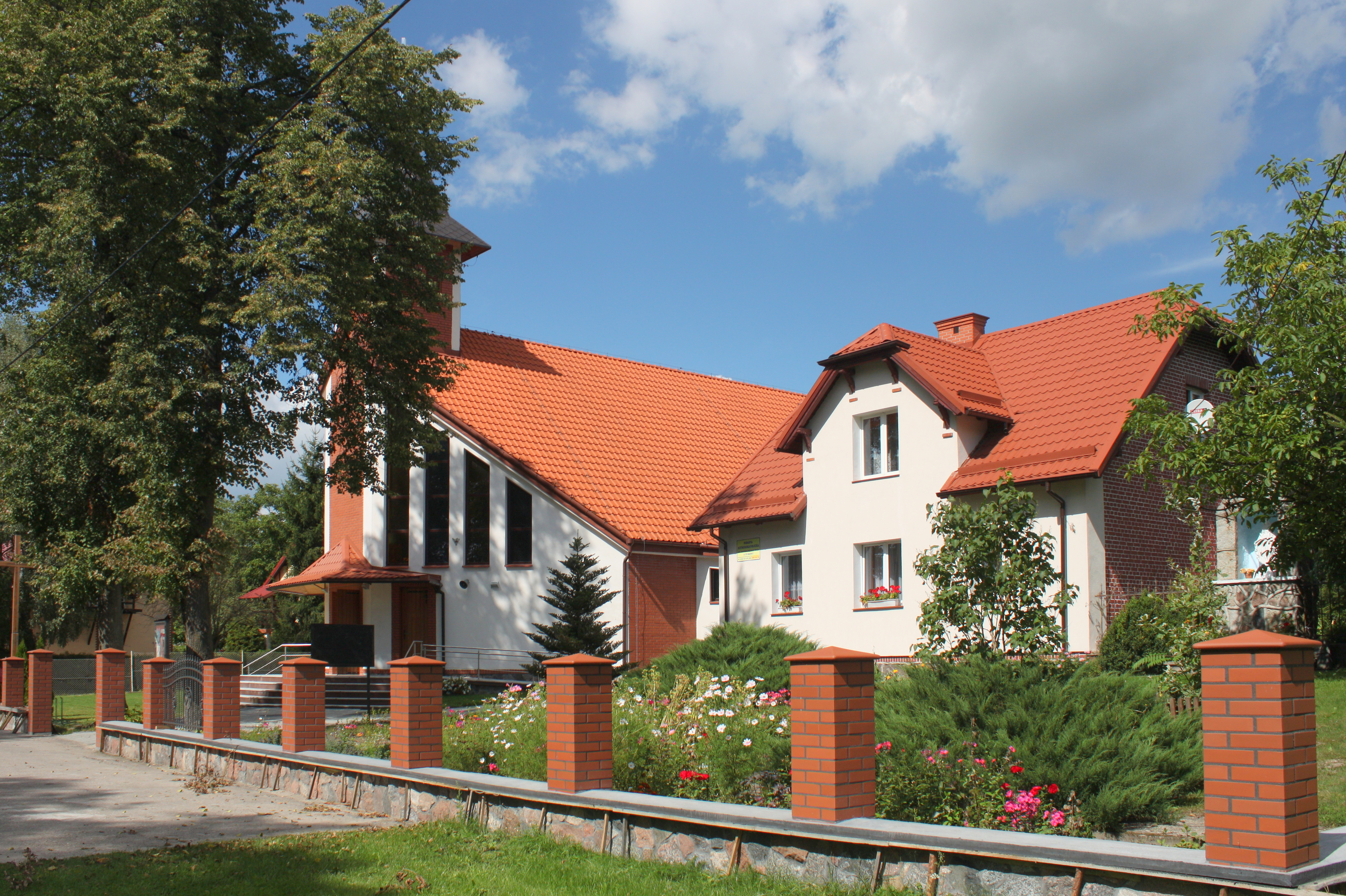
Die katholische Kirche St. Maximilian Kolbe mit Pfarrhaus

Bis 1945 war Kossewen in die evangelische Kirche Barranowen (1938 bis 1945 Hoverbeck, polnisch Baranowo) in der Kirchenprovinz Ostpreußen der Kirche der Altpreußischen Union bzw. in die römisch-katholische Kirche St. Adalbert in Sensburg im Bistum Ermland eingepfarrt.
Heute ist Kosewo Sitz einer eigenen katholischen Pfarrei mit einer Filialkirche in Jakubowo (deutsch Jakobsdorf) im Bistum Ełk der polnischen katholischen Kirche. Die evangelischen Einwohner gehören  zur St.-Trinitatis-Pfarrkirche Mrągowo in der Diözese Masuren der Evangelisch-Augsburgischen Kirche in Polen.

## Verkehr

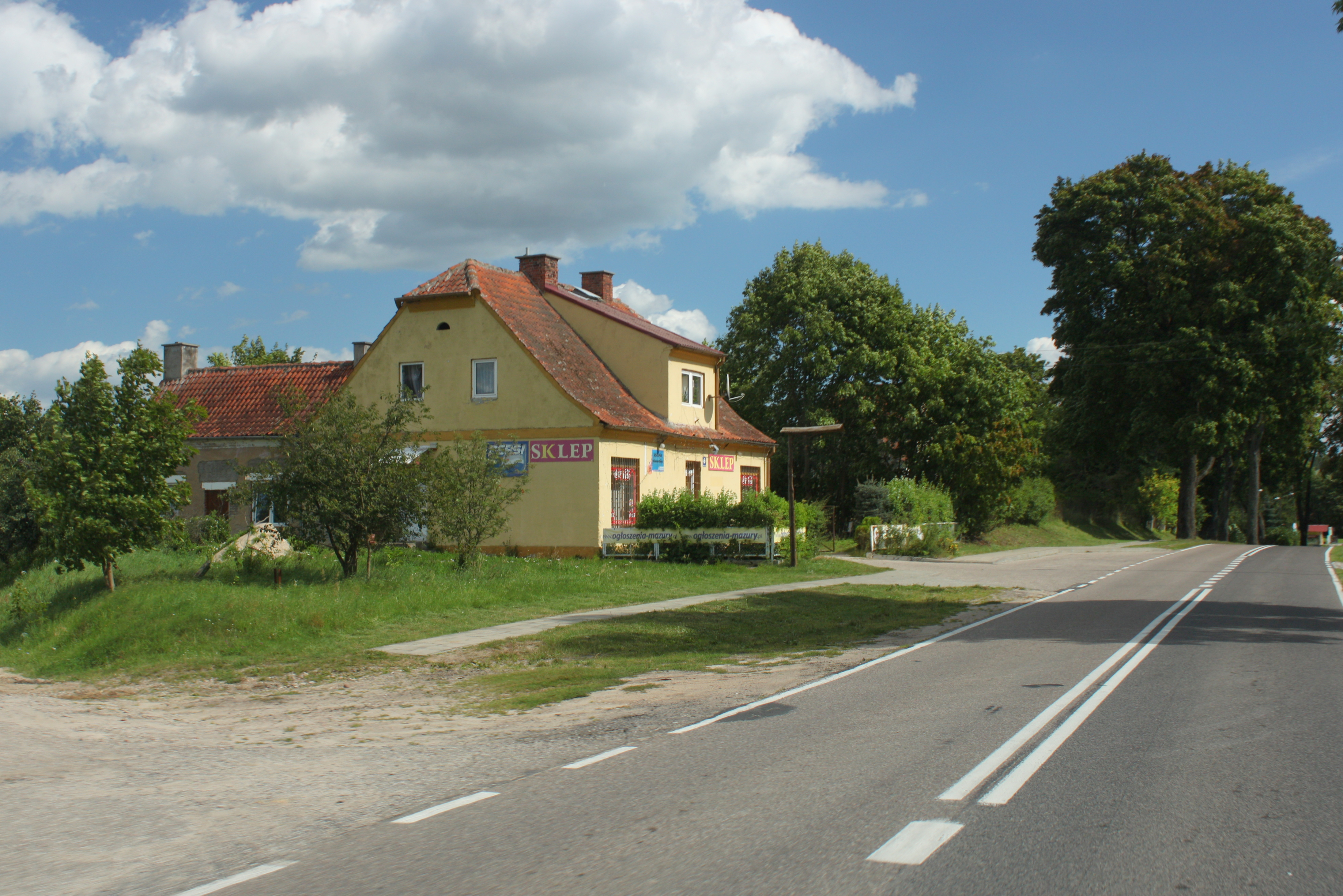
Ortsdurchfahrt der DK 16

### Straßen
Durch Kosewo verläuft die verkehrstechnisch bedeutende West-Ost-Verkehrsachse der Landesstraße 16 (frühere deutsche Reichsstraße 127), die drei Woiwodschaften miteinander verbindet und vor 1945 von West- nach Ostpreußen führte. Kosewo hat außerdem Anschluss an die Woiwodschaftsstraße 610, von der eine Nebenstraße über Lipowo (Lindendorf) nach hier führt.

### Schienen

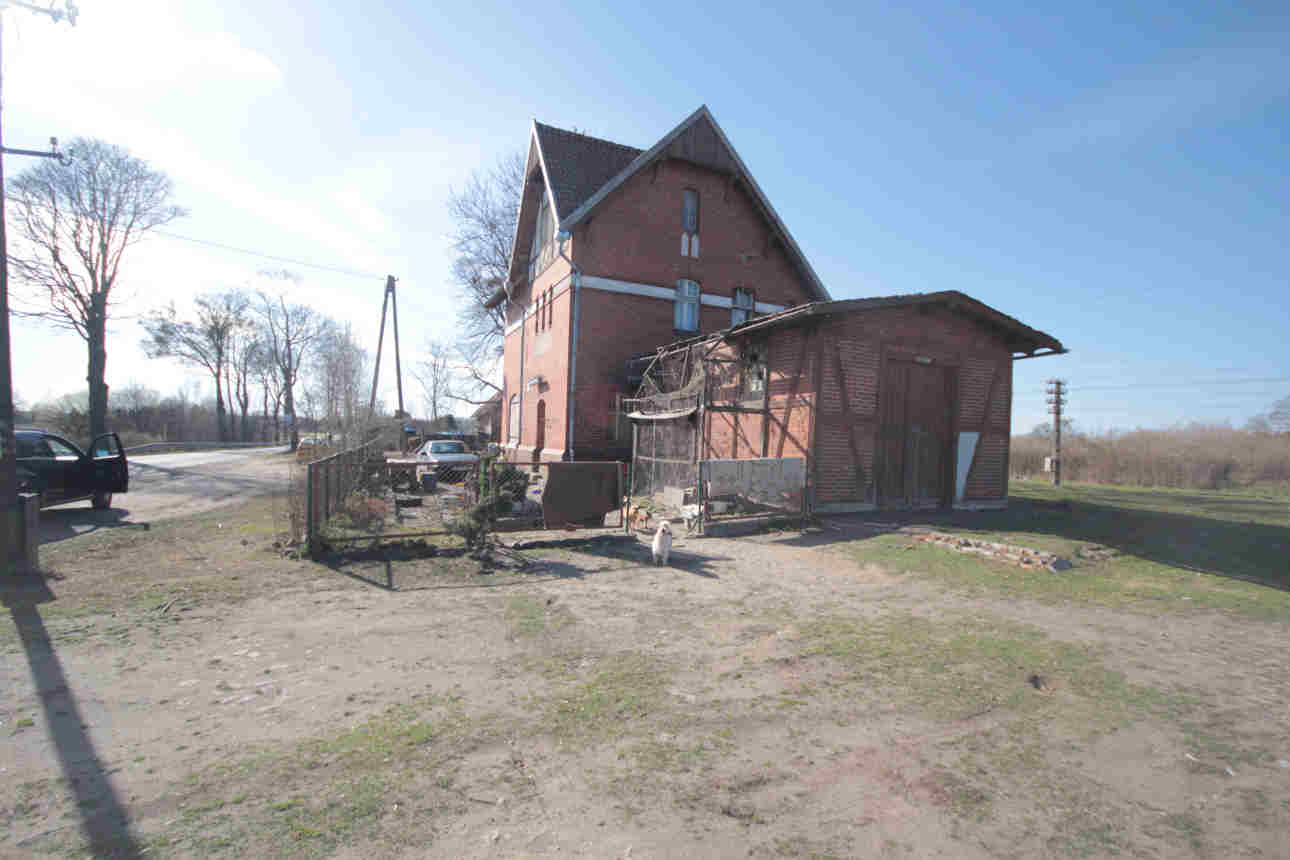
Bahnhofsgebäude

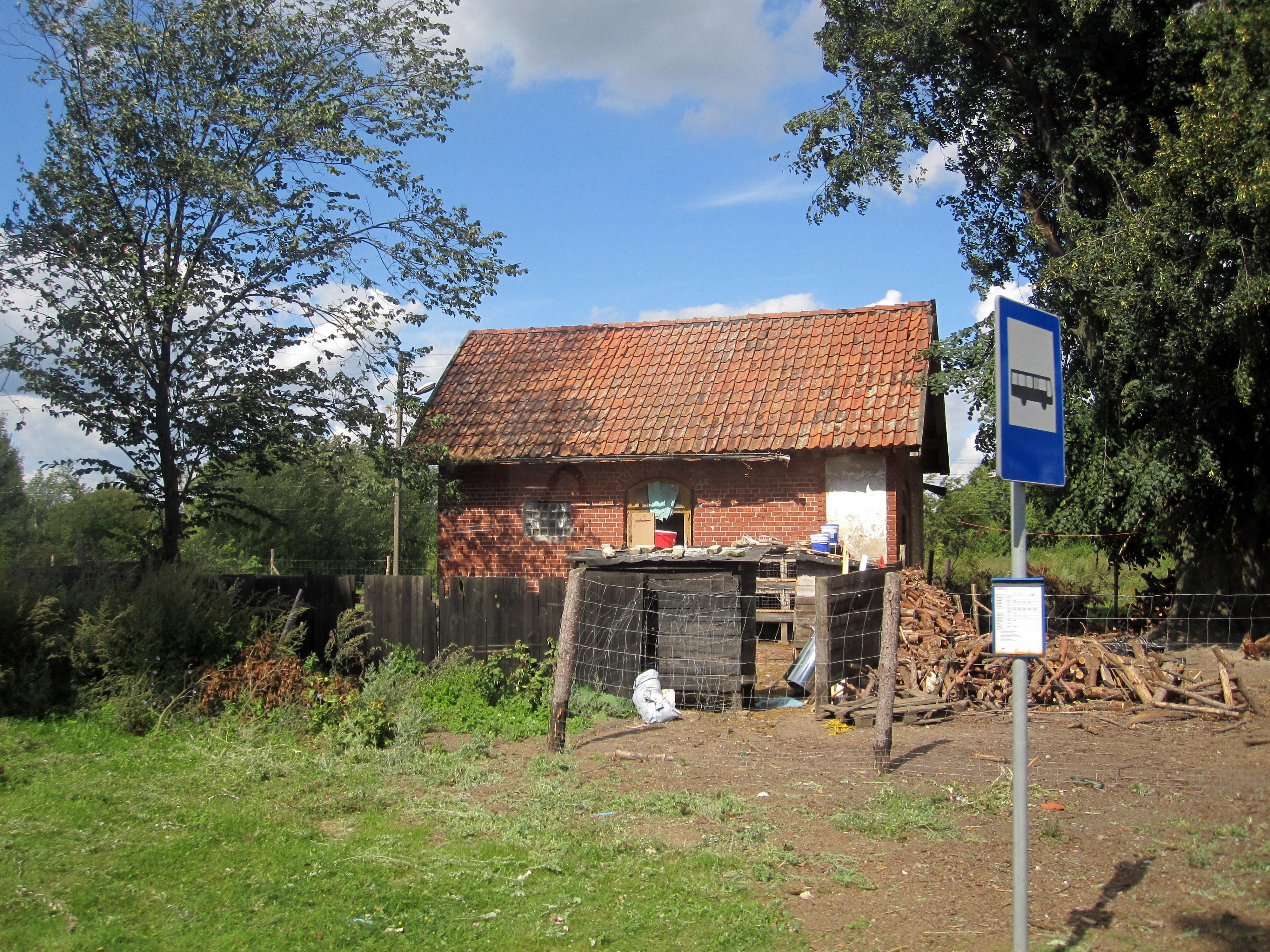
Ehemaliges Toilettenhäuschen am Bahnhof, 2018 Ziegenstall

Kosewo liegt an der Bahnstrecke Czerwonka–Ełk (Sensburg–Arys–Lyck). Der Verkehr auf dieser Strecke wurde am 1. September 2009 eingestellt. Das mit der Streckeneröffnung am 2. Oktober 1911 in Betrieb genommene Bahnhofsgebäude wird privat von einem kleinen landwirtschaftlichen Betrieb mit Ziegenhaltung genutzt.